# Municipio de Clay (condado de Miami)
El municipio de Clay (en inglés: Clay Township) es un municipio ubicado en el condado de Miami en el estado estadounidense de Indiana. En el año 2010 tenía una población de 844 habitantes y una densidad poblacional de 13,63 personas por km².

## Geografía
El municipio de Clay se encuentra ubicado en las coordenadas 40°36′21″N 86°3′4″O / 40.60583, -86.05111. Según la Oficina del Censo de los Estados Unidos, el municipio tiene una superficie total de 61.92 km², de la cual 61.87 km² corresponden a tierra firme y (0.08%) 0.05 km² es agua.

## Demografía
Según el censo de 2010, había 844 personas residiendo en el municipio de Clay. La densidad de población era de 13,63 hab./km². De los 844 habitantes, el municipio de Clay estaba compuesto por el 97.75% blancos, el 0.24% eran afroamericanos, el 0.83% eran amerindios, el 0.59% eran asiáticos, el 0.12% eran isleños del Pacífico, el 0.12% eran de otras razas y el 0.36% pertenecían a dos o más razas. Del total de la población el 1.3% eran hispanos o latinos de cualquier raza.